# Campionati italiani assoluti di atletica leggera indoor 2006
I XXXVII Campionati italiani assoluti di atletica leggera indoor si sono tenuti ad Ancona dal 18 al 19 febbraio 2006 presso il Palaindoor. È stata la seconda edizione dei campionati al coperto svoltasi nel capoluogo marchigiano, dopo quella del 2005.
Sono stati assegnati 26 titoli nazionali in altrettante discipline (13 maschili e 13 femminili).

## Risultati

### Uomini
| Specialità                                                                              | Oro                                                                                         | Prestazione | Argento                                                                            | Prestazione | Bronzo                                                                                                | Prestazione |
| Corse                                                                                   |                                                                                             |             |                                                                                    |             | |             |
| 60 m                                                                                    | Francesco Scuderi Gruppo Sportivo Fiamme Azzurre                                            | 6"69        | Stefano Dacastello Gruppi Sportivi Fiamme Gialle                                   | 6"74        | Massimiliano Dentali Centro Sportivo Carabinieri                                                      | 6"77        |
| 400 m                                                                                   | Gianni Carabelli Centro Sportivo Carabinieri                                                | 48"51       | Jacopo Marin Centro Sportivo Carabinieri                                           | 48"65       | Filippo Michele Reina Atletica AVIS Macerata                                                          | 48"68       |
| 800 m                                                                                   | Maurizio Bobbato Centro Sportivo Carabinieri                                                | 1'51"76     | Livio Sciandra Centro Sportivo Aeronautica Militare                                | 1'52"15     | Davide Rodia CUS Torino                                                                               | 1'52"78     |
| 1500 m                                                                                  | Christian Obrist Centro Sportivo Carabinieri                                                | 3'47"67     | Christian Neunhauserer Gruppo Sportivo Forestale                                   | 3'48"33     | Fabio Lettieri Centro Sportivo Aeronautica Militare                                                   | 3'48"93     |
| 3000 m                                                                                  | Cosimo Caliandro Gruppi Sportivi Fiamme Gialle                                              | 8'05"05     | Omar Rachedi Centro Sportivo Carabinieri                                           | 8'05"80     | Domenico Ricatti Centro Sportivo Aeronautica Militare                                                 | 8'06"72     |
| 60 m hs                                                                                 | Andrea Giaconi Gruppi Sportivi Fiamme Gialle                                                | 7"79        | Emiliano Pizzoli Centro Sportivo Carabinieri                                       | 7"80        | Giorgio Berdini Centro Sportivo Aeronautica Militare                                                  | 7"87        |
| Marcia 5000 m                                                                           | Giorgio Rubino Gruppi Sportivi Fiamme Gialle                                                | 19'33"74    | Gian Luca Trombetti SEF Virtus Bologna                                             | 19'42"58    | Jean-Jacques Nkouloukidi Gruppi Sportivi Fiamme Gialle                                                | 19'52"13    |
| Staffetta 4×1 giro                                                                      | Atletica AVIS Macerata Alessandro Berdini Marco Scalpelli Carlo Nardi Filippo Michele Reina | 1'27"99     | Centro Sportivo Carabinieri Walter Monti Stefano Bellotto Marco Cuneo Domenico Rao | 1'28"20     | Centro Sportivo Aeronautica Militare Fiorenzo Moscatelli Marco Moraglio Enrico Minetto Marco Torrieri | 1'28"40     |
| Concorsi                                                                                |                                                                                             |             |                                                                                    |             | |             |
| Salto in alto                                                                           | Nicola Ciotti Centro Sportivo Carabinieri                                                   | 2,25 m      | Giulio Ciotti Gruppo Sportivo Fiamme Azzurre                                       | 2,25 m      | Andrea Bettinelli Gruppi Sportivi Fiamme Gialle                                                       | 2,21 m      |
| Salto con l'asta                                                                        | Matteo Rubbiani Centro Sportivo Aeronautica Militare                                        | 5,30 m      | Giorgio Piantella Centro Sportivo Carabinieri                                      | 5,30 m      | Sergio D'Orio Gruppi Sportivi Fiamme Gialle                                                           | 5,20 m      |
| Salto in lungo                                                                          | Andrew Howe Centro Sportivo Aeronautica Militare                                            | 8,10 m      | Ferdinando Iucolano Centro Sportivo Aeronautica Militare                           | 7,88 m      | Stefano Tremigliozzi Centro Sportivo Aeronautica Militare                                             | 7,61 m      |
| Salto triplo                                                                            | Fabrizio Donato Gruppi Sportivi Fiamme Gialle                                               | 17,24 m     | Paolo Camossi Gruppo Sportivo Fiamme Azzurre                                       | 16,85 m     | Emanuele Sardano Centro Sportivo Carabinieri                                                          | 16,68 m     |
| Getto del peso                                                                          | Marco Dodoni Gruppo Sportivo Forestale                                                      | 19,28 m     | Paolo Dal Soglio Centro Sportivo Carabinieri                                       | 18,14 m     | Paolo Capponi Gruppo Sportivo Fiamme Oro                                                              | 18,01 m     |
| record dei campionati; record nazionale; record personale; record personale stagionale. |                                                                                             |             |                                                                                    |             | |             |

### Donne
| Specialità                                                                              | Oro                                                                                   | Prestazione | Argento                                                                              | Prestazione | Bronzo                                                                                  | Prestazione |
| Corse                                                                                   |                                                                                       |             |                                                                                      |             |                                                                                         |             |
| 60 m                                                                                    | Manuela Grillo Gruppo Sportivo Forestale                                              | 7"45        | Elena Sordelli Atletica Camelot                                                      | 7"47        | Giulia Arcioni Gruppo Sportivo Forestale                                                | 7"52        |
| 400 m                                                                                   | Daniela Reina Gruppo Sportivo Fiamme Azzurre                                          | 54"13       | Antonella Riva Fondiaria SAI Atletica                                                | 54"72       | Maria Enrica Spacca Gruppo Sportivo Forestale                                           | 54"77       |
| 800 m                                                                                   | Alexia Oberstolz Centro Sportivo Esercito                                             | 2'04"85     | Elisabetta Artuso Gruppo Sportivo Forestale                                          | 2'06"25     | Lorenza Canali Gruppo Sportivo Valsugana Trentino                                       | 2'09"68     |
| 1500 m                                                                                  | Elisa Cusma Piccione Centro Sportivo Esercito                                         | 4'17"17     | Sara Palmas Centro Sportivo Esercito                                                 | 4'17"61     | Eleonora Berlanda Gruppo Sportivo Fiamme Oro                                            | 4'19"06     |
| 3000 m                                                                                  | Silvia Weissteiner ASV Sterzing VB Latella NB                                         | 8'59"75     | Eleonora Berlanda Gruppo Sportivo Fiamme Oro                                         | 9'11"38     | Federica Dal Rì Centro Sportivo Esercito                                                | 9'16"42     |
| 60 m hs                                                                                 | Margaret Macchiut Fondiaria SAI Atletica                                              | 8"20        | Micol Cattaneo Centro Sportivo Carabinieri                                           | 8"33        | Marzia Caravelli Jaky-Tech Apuana                                                       | 8"50        |
| Marcia 3000 m                                                                           | Elisa Rigaudo Gruppi Sportivi Fiamme Gialle                                           | 12'10"61    | Gisella Orsini Gruppo Sportivo Forestale                                             | 12'57"34    | Cristiana Pellino Gruppo Sportivo Forestale                                             | 12'58"85    |
| Staffetta 4×1 giro                                                                      | Gruppo Sportivo Forestale Manuela Grillo Anna Pane Giulia Arcioni Maria Enrica Spacca | 1'38"40     | Fondiaria SAI Atletica Chiara Gervasi Zoe Anello Antonella Riva Benedetta Ceccarelli | 1'39"58     | Centro Sportivo Esercito Anita Pistone Chiara Bazzoni Stefania Ferrante Daniela Graglia | 1'39"75     |
| Concorsi                                                                                |                                                                                       |             |                                                                                      |             |                                                                                         |             |
| Salto in alto                                                                           | Antonietta Di Martino Gruppi Sportivi Fiamme Gialle                                   | 1,91 m      | Stefania Cadamuro Fondiaria SAI Atletica                                             | 1,86 m      | Raffaella Lamera Centro Sportivo Esercito                                               | 1,82 m      |
| Salto con l'asta                                                                        | Anna Giordano Bruno CUS Trieste                                                       | 4,20 m      | Elena Scarpellini Atletica Bergamo 1959                                              | 4,10 m      | Sara Bruzzese Centro Sportivo Esercito                                                  | 3,95 m      |
| Salto in lungo                                                                          | Valeria Canella Gruppo Sportivo Fiamme Azzurre                                        | 6,48 m      | Ilaria Beltrami Gruppo Sportivo Forestale                                            | 6,27 m      | Thaimi O'Reilly Causse Jaky-Tech Apuana                                                 | 6,25 m      |
| Salto triplo                                                                            | Simona La Mantia Gruppi Sportivi Fiamme Gialle                                        | 14,24 m     | Silvia Biondini Gruppo Sportivo Forestale                                            | 13,50 m     | Thaimi O'Reilly Causse Jaky-Tech Apuana                                                 | 13,38 m     |
| Getto del peso                                                                          | Chiara Rosa Gruppo Sportivo Fiamme Azzurre                                            | 18,41 m     | Cristiana Checchi Gruppo Sportivo Forestale                                          | 16,81 m     | Laura Bordignon Gruppo Sportivo Fiamme Azzurre                                          | 15,59 m     |
| record dei campionati; record nazionale; record personale; record personale stagionale. |                                                                                       |             |                                                                                      |             |                                                                                         |             |